# Orczy út
Az Orczy út Budapest VIII. kerületében elhelyezkedő forgalmas út a Nagyvárad és az Orczy tér között.

## Története
1957-ben a Fiumei úttal összekapcsolva a Mező Imre út nevet kapta meg. A házak számozása is megváltozott. 1990-ben, az ún. rendszerváltáskor visszakapta korábbi nevét. Harmadszor változtak meg a házszámok.

## Közlekedés
Az úton nagyobb megszakításokkal 1904 óta közlekedik a 23-as és 1951 óta folyamatosan a 24-es villamosjárat. Illetve a Hungária kocsiszínbe tartó menetekként a 4-es és 6-os villamosok. 1949-1995 között erre haladt a régi 33-as busz.